# Jean Olin
Pour les articles homonymes, voir Olin.
 (mai 2011).
Si vous disposez d'ouvrages ou d'articles de référence ou si vous connaissez des sites web de qualité traitant du thème abordé ici, merci de compléter l'article en donnant les références utiles à sa vérifiabilité et en les liant à la section « Notes et références ».
Sigismond Olesiewicz, dit Jean Olin, né le 21 juin 1891 à Barhn (Вали) en Ukraine, (ou Babin) et mort le 13 mai 1972 à Paris, est un artiste peintre, décorateur, illustrateur, graveur, d'origine polonaise.

## Biographie
Il quitte la Russie avec le peintre Philippe Hosiasson qui fut un de ses amis intimes pendant toute sa vie.
Il commence à exposer en 1920-1921 en Crimée, puis au Salon des peintres d'Odessa.
Il est venu en France en 1921 et pour ne pas demander trop d'efforts au public, a consenti à franciser son nom et à signer maintes illustrations Jean Olin.
Après son mariage à Rome avec Barbara Konstan, il partage avec elle à Paris son activité de décorateur dans l'atelier "Prima Vera", mais réalise également une œuvre importante de peinture de thème religieux. 
Une fois installé à Paris, en 1922, il exposa aux Indépendants, au Salon d'automne, et dans divers groupements.
Plusieurs tapisseries lui ont été commandées[Par qui ?]. 
Entre 1940 et 1946, il compose de nombreuses images et estampes pour les éditions Odilia. 
Par la suite, il illustrera des contes dans l'hebdomadaire La Vie catholique.
Jean Olin manifeste une grande reconnaissance à la Commission d'art sacré de Besançon qui dans le cadre d'une campagne de restauration, sous l'égide du chanoine Ledeur et l'architecte Le Corbusier, lui a confié plusieurs églises à repeindre, ou à polychromer selon son goût. En un mot, il a rhabillé l'intérieur de ces maisons de Dieu en s'ingéniant à les distinguer de la maison commune. Le peintre entend donner à son mur la note sacrée. De la couleur lui suffit. 
Des rapprochements de tons communiquent à une église l'atmosphère propice au recueillement. 
Ils aident à trouver l'accord entre la lumière extérieure et cette autre lumière incolore où l'âme en état de quiétude se sent proche de son Dieu.
Citons, décorés sous son pinceau, les intérieurs de plusieurs églises de la Haute-Saône et du Doubs : Esprels, Nancray, Fessevillers, Beure, Évillers, Mamirolle et Lantenne-Vertière. Dans le Puy-de-Dôme, la chapelle de Peschadoire.
Il obtient la naturalisation française, ainsi que son épouse, en mars 1947
Dans les années 1950-1960, Jean Olin exécute de grandes décorations murales pour le petit Séminaire de Besançon et celui de Valbourg, ainsi qu'un certain nombre de vitraux dans les églises de Pont-de-Dore (commune de Peschadoires) et du Mont-Dore, peut-être d'autres encore ? 
Mais Jean Olin se consacre principalement à la peinture de chevalet, il participe régulièrement depuis sa fondation au Salon d'Art Sacré de J. Pichard ainsi qu'à divers salons et galeries, soit seul, soit avec Barbara Konstan. 
Jean Olin a toujours été l'un des exposants du Salon "La Réalité Nouvelle".
Sa peinture, sensiblement marquée par sa formation de jeunesse, gardera toujours un caractère un peu oriental et slave, presque byzantin. 
Il a été très lié, du reste avec les artistes slaves de l'école de Paris  qui séjournèrent comme lui en France : Léon Zack, Véra Pagava… 
La peinture abstraite qu'il pratiquera les vingt dernières années de sa vie est de tendance nettement informelle, accompagnée toutefois d'une suite de réalisations surréalisantes restées totalement ignorées.
De 1945 jusqu'à la fin de sa vie, il habite le quartier Notre-Dame-des-Champs, rue d'Assas, pas très loin de l'atelier du sculpteur Ossip Zadkine, (aujourd’hui devenu le musée Zadkine), et du célèbre restaurant La Closerie des Lilas. 
Il s’éteint en 1972 à l'hôpital Cochin.

## Expositions
- Galerie De Connink
- Galerie Arlette Chabaud
- Atelier Primavera
- Salon Réalité nouvelle
- Expo Paris Art forum inter
- Vase exposé dans les collections permanentes du musée municipal des émaux et faïences de Longwy (Meurthe-et-Moselle, France)